# Otto Köstlin
Otto Köstlin (* 19. November 1818 in Stuttgart; † 1. September 1884 ebenda) war ein deutscher Mediziner und Gymnasialprofessor für Naturwissenschaften.

## Leben und Wirken
Otto Köstlin, Sohn des Obermedizinalrates Karl Heinrich Gotthilf von Köstlin und der Mathilde, geb. Otto (1794–1835), folgte schon früh dem Vorbild seines Vaters und entschloss sich für eine medizinische Laufbahn. Durch die Pflege der Dichtkunst im Hause Köstlin sowie zahlreicher damit verbundener Kontakte war er ebenfalls der Literatur und den schönen Künsten zugetan.
Köstlin wurde zunächst am Eberhard-Ludwigs-Gymnasium Stuttgart von dem Botaniker Georg Friedrich Jäger unterrichtet. Anschließend führte er seine Studien an der Universität Tübingen fort und ließ sich hier insbesondere von den Naturwissenschaftlern Carl Friedrich Kielmeyer und Wilhelm Ludwig Rapp, Christian Gottlob Gmelin, Friedrich August von Quenstedt sowie Hugo von Mohl nicht nur auf dem Gebiet der  Medizin, sondern auch der Botanik, Zoologie und Chemie ausbilden.
Zwischen dem ersten und zweiten medizinischen Staatsexamen unternahm Köstlin eine größere wissenschaftliche Studienreise nach Paris, London, Dublin, Wien und Berlin, um sich bei bekannten Gelehrten seiner Zeit wie beispielsweise den Pariser Zoologen Henri Marie Ducrotay de Blainville und Étienne Geoffroy Saint-Hilaire sowie dem Londoner Paläontologen Richard Owen und dem Geologen Leopold von Buch weiterhin auf vielen Feldern der Naturwissenschaften fortzubilden.
Nach Abschluss seiner Staatsprüfungen eröffnete Köstlin eine Praxis in Stuttgart, die er bis ins hohe Alter beibehielt. Daneben übernahm er am Stuttgarter Gymnasium eine Professur für Naturwissenschaften und unterrichtete die Fächer Chemie, Mineralogie, Botanik und Zoologie sowie insbesondere Anatomie und Osteologie. Diese Aufgabe erfüllte er ganze 35 Jahre lang. Darüber hinaus war Köstlin langjähriger Redakteur beim Medizinischen Correspondenzblatt des Württembergischen Ärztlichen Vereins.
Köstlin verfasste mehrere wissenschaftliche Publikationen, in denen er eine theologische Naturauffassung vertrat. So hielt er an dem Standpunkt der Unveränderlichkeit der Spezies nach Georges Cuvier fest und lehnte daher die Theorie von Charles Darwin ab. Köstlin tat sich schwer damit, Neuerungen auf dem Gebiet der Medizin anzuerkennen.
Trotzdem war Köstlin ein überaus angesehener Arzt sowie beliebter Armenarzt, der sich große Verdienste um die Organisation des ärztlichen Standes erwarb. Dies wird in besonderer Weise mit einem Nekrolog im 42. Jahrgang der  Jahreshefte des Vereins für Vaterländische Naturkunde in Württemberg von 1886 gewürdigt. Im Jahr 1876 wurde er zum Mitglied der Leopoldina gewählt.

## Schriften (Auswahl)
- Der Bau des knöchernen Kopfes in den vier Klassen der Wirbelthiere, Stuttgart 1844
- Die mikroscopischen Forschungen im Gebiete der menschlichen Physiologie, Stuttgart 1840
- Gott in der Natur. Die Erscheinungen und Gesetze der Natur im Sinne der Bridgewaterbücher als Werke Gottes geschildert, 2 Bände, Stuttgart 1851
- Ueber die Unveränderlichkeit der organischen Species, Stuttgart 1860
- Ueber die Zuverlässigkeit des Zweckbegriffs in den Naturwissenschaften, Stuttgart 1854
- Ueber die Grenzen der Naturwissenschaft, Tübingen 1874.
- Die Einheit des Menschengeschlechts. In: Zeitschrift Freya, Bd. 03 (1863), S. 146–151, S. 308–313.